# غريغور سيبيرغ
غريغور سيبيرغ (بالألمانية: Gregor Seberg)‏ هو ممثل نمساوي، ولد في 24 يوليو 1967 في النمسا.

## وصلات خارجية
- غريغور سيبيرغ على موقع IMDb (الإنجليزية)
- غريغور سيبيرغ على موقع ألو سيني (الفرنسية)
- غريغور سيبيرغ على موقع ميوزك برينز (الإنجليزية)
- غريغور سيبيرغ على موقع أول موفي (الإنجليزية)
- غريغور سيبيرغ على موقع ديسكوغز (الإنجليزية)
- غريغور سيبيرغ على موقع قاعدة بيانات الفيلم (الإنجليزية)
- غريغور سيبيرغ على موقع كينوبويسك (الروسية)